# Leontynów
Leontynów – wieś w Polsce położona w województwie mazowieckim, w powiecie sochaczewskim, w gminie Młodzieszyn.
| SIMC    | Nazwa               | Rodzaj    |
| ------- | ------------------- | --------- |
| 1057479 | Radziwiłka Pierwsza | część wsi |

W latach 1975–1998 miejscowość administracyjnie należała do województwa skierniewickiego.